# Bostrycharia
Bostrycharia é um gênero de traça pertencente à família Arctiidae.